# Jonas Jarutis
Jonas Jarutis (ur. 25 maja 1963 w Wiekszniach) – litewski polityk, przedsiębiorca i samorządowiec, mer rejonu kupiszeckiego (2007–2015), poseł na Sejm Republiki Litewskiej.

## Życiorys
Absolwent studiów nauczycielskich w Szawelskim Instytucie Pedagogicznym (1985) oraz Litewskiej Akademii Wychowania Fizycznego w Kownie (1990). W latach 1985–1990 pracował jako nauczyciel w szkole średniej, następnie był zatrudniony w administracji lokalnej. W 1995 zaczął prowadzić własną działalność gospodarczą.
Od połowy lat 90. zaangażowany w działalność polityczną w ramach Litewskiej Partii Chłopskiej. W 2001 został członkiem współtworzonego przez to ugrupowanie Związku Partii Chłopskiej i Nowej Demokracji, przekształconego w Litewski Ludowy Związek Chłopski i następnie w Litewski Związek Rolników i Zielonych. Od 2000 wybierany na radnego rejonu kupiszeckiego. W latach 2003–2007 był zastępcą mera, a od 2007 do 2015 merem tego rejonu.
W wyborach w 2016 uzyskał mandat posła na Sejm Republiki Litewskiej. W 2020 z powodzeniem ubiegał się o reelekcję. W 2020 powołany na wiceprzewodniczącego litewskiego parlamentu.